# Mimi (Sängerin, 1995)
Kim Mi-hyun (koreanisch 김미현, geboren am 1. Mai 1995 auf der Insel Jejudo, Provinz Jeju-do), besser bekannt unter ihrem Künstlernamen Mimi (koreanisch 미미), ist eine südkoreanische Sängerin, Entertainerin, Model und MC. Sie ist Mitglied der südkoreanischen Girlgroup Oh My Girl.

## Biografie
Mimi wurde in Südkorea geboren. Ihr Vorname Mi-hyun (koreanisch 미현) bedeutet „schön und weise leben“. Sie hat zwei ältere Schwestern. Ihre Familie zog später auf das Festland nach Changwon, Provinz Gyeongsangnam-do.
Dort besuchte Mimi die Guam Elementary School, die Guam Guard Girls‘ Middle School und die Changwon Girls‘ High School. Sie erhielt ihre Gesangsausbildung in der TNS Vocal Dance Academy (Abteilung Gesang) in Changwon.
Mimi gewann 2013 bei WM Entertainment das Vorsprechen und wurde dort Trainee.

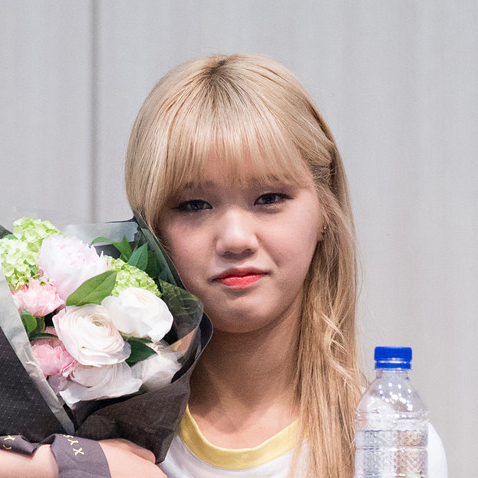
Mimi im Mai 2016

### Karriere als Sängerin
Am 20. April 2015 debütierte Mimi als Mitglied von Oh My Girl.[5] Mimi ist bei den Songs eigenverantwortlich für die Rap-Parts und schreibt seit dem Song Closer die Rap-Texte. Mimi ist als eine der besten Rapperinnen unter den Girlgroups bekannt.
In Hyojungs Musikvideo Sky übernahm sie den Rap-Part. Das Musikvideo wurde am 21. April 2019 auf YouTube veröffentlicht.
Am 29. Juni 2021 wurde der Song I Love You Teacher (OST zur Netflix-Serie Racket Boys) veröffentlicht. Dieser Titel wird gemeinsam von Mimi, Hyojung und Yubin gesungen. Am 3. Dezember 2021 wurde Mimis Musikvideo Can’t Help Loving You (OST zur koreanischen Fernsehserie School 2021) auf YouTube veröffentlicht.
Am 17. Juli 2024 wurde mitgeteilt, dass Mimi am 16. Juli 2024 die unabhängige Gruppe MNZ (엠엔지) gegründet hätte. Am 29. Juli 2024 stellte sich die Gruppe auf Mimis YouTube-Kanal Mim PD vor. Beiträge von MNZ werden ausschließlich auf Mim PD veröffentlicht. MNZ besteht aus Mimi und Lee Eun-ji, die Mimi in den Earth Arcade-Shows kennengelernt hatte. Weitere Mitglieder sind die Tänzerinnen Shanmin, Sejin und Dasom. Dasom ist auch die Choreografin der Gruppe. M steht für Mimi, N für die Tänzerinnen und Z für Lee Eun-ji. Der Name des Fanclubs lautet Choco. Am 31. Juli 2024 veröffentlichte MNZ ihr erstes Musikvideo Chi (치) auf Mim PD.

### Karriere als Entertainerin
Seit 2020 hat Mimi in zahlreichen Unterhaltungssendungen mitgewirkt. 2020 nahm Mimi an Mnets Hip-Hop-Reality-Musikshow Good Girl: Who Robbed the Broadcasting Station teil. Sie performte gemeinsam mit YooA den Song Checkmate.
Im März 2022 war Mimi Teilnehmerin an JTBCs Varieté-Show Knowing Bros: X-Man. Vom 30. August 2022 bis 8. November 2022 nahm Mimi an JTBCs 10-teiliger Reality-Musikshow The Second World teil. In diesem Gesangs-Wettkampf belegte sie in der Gesamtwertung Platz 3. Am 15. Oktober 2022 trat Mimi in MBCs Reality-Show The Manager auf. Vom 24. Juni bis 16. September 2022 war Mimi Teilnehmerin an tvNs zwölfteiliger Reality-Show Earth Arcade.
Am 10. Januar 2023 wurde Mimi als Mitwirkende an der Fortsetzung Earth Arcade Season 2 bestätigt. Season 2 wurde vom 12. Mai bis 28. Juli 2023 gesendet. Sie wurde in den mehrteiligen Sendungen Heart Signal Season 4 von Channel A, Authorized Personnel Only von SBS und Calling Agency von JTBC besetzt. Am 29. Oktober 2023 wirkte sie in einer Folge der Varieté-Show Running Man von SBS mit.
Mimi war im April 2024 Teilnehmerin der Unterhaltungssendung The Great Guide (Episode 6 bis 15) von MBC EVERY1. Vom 24. Mai bis 21. Juni 2024 wirkte Mimi in der fünfteiligen Show Earth Arcade’s Vroom Vroom mit.
Die nächste Show mit Mimi war Gian Isseo von STUDIO X+U. Die achtteilige Show wurde wöchentlich vom 5. Dezember 2024 bis 30. Januar 2025 gesendet. Für ihre Darstellung in dieser Show erhielt Mimi am 18. Juli 2025 den Rookie Female Entertainer Award der 4. Blue Dragon Series Awards.
CJ ENM bestätigte am 23. Dezember 2024, dass Mimi in der tvN-Unterhaltungssendung The Sixth Sense Side Story, einer Neuauflage von The Sixth Sense, auftreten würde. Unter dem Titel Sixth Sense: City Tour wurde die achtteilige TV-Show vom 13. Februar bis 10. April 2025 ausgestrahlt.
Vom 7. März bis 27. Juni 2025 wirkte Mimi in der 16-teiligen TV-Show Heart Pairing von Channel A mit.

### Karriere als Model
Mimi wurde als Model für Fotoserien in folgenden Magazinen gebucht:
- ELLE Korea (südkoreanisches Mode-Magazin), Ausgabe Oktober 2021[36]
- @STAR1 (südkoreanisches Star-Magazin), Ausgabe Oktober 2023[37]
- Harper's Bazaar Korea (südkoreanisches Mode-Magazin), Ausgabe 5. August 2024 (gemeinsam mit Yujin von Ive)[38]
- Singles (südkoreanisches Lifestyle-Magazin), Ausgabe April 2025 (mit Interview, mit Oh My Girl)[39]
- Cosmopolitan Korea (südkoreanisches Lifestyle-Magazin), Ausgabe Juni 2025 (mit Interview)[40]
- Marie Claire KOREA (südkoreanisches Frauen-Magazin), Ausgabe Juni 2025[41]

### Karriere als Moderatorin
Am 1. Februar 2023 wurde Mimi als MC für Music Bank von KBS bestätigt. Am 18. April 2023 wurde veröffentlicht, dass Mimi als Mitglied des Promi-Vorhersageteams an der Varieté-Show Heart Signal 4 von Channel A teilnehmen wird. Am 5. September 2023 wurde die zweiteilige Dokumentation Eine Nation des Kimchi auf Netflix veröffentlicht mit Mimi als Moderatorin. Bei den SBS Entertainment Awards am 30. Dezember 2023 trat Mimi als Preisverleiherin auf.
Am 23. Januar 2024 wurde Mimi für die Netflix Reality-Show Super Rich Stranger als MC bestätigt. Die zweiteilige Dokumentation Jjajangmyeon Rhapsody mit Mimi als Moderatorin wurde am 9. Februar 2024 auf Netflix veröffentlicht.
Vom 26. April bis 30. Mai 2024 wurde auf tvN wöchentlich die Sendung Truth or Setting: An Elegant Life (auch Real or Reel) ausgestrahlt, in der Mimi die Hauptmoderatorin neben dem Moderator Jeon Hyun-moo und dem Sänger Kyuhyun war.
Am 7. Mai 2024 veröffentlichte Netflix die sechsteilige Reality-Show Super Rich in Korea, die Mimi zusammen mit dem Komiker Jo Se-ho und dem Sänger BamBam moderiert.
Die bereits 2023 entstandene zweiteilige Dokumentation Eine Nation der Banchan mit Mimi als Moderatorin wurde am 21. Februar 2025 auf Netflix veröffentlicht.

### Karriere als Werbemodel
Im Oktober 2022 wurde Mimi von der DGB Daegu Bank mit Sitz in Daegu als Werbemodel und als Gesicht für die Mobile Banking-App „IM Bank“ ausgewählt. Am 17. Oktober 2022 veröffentlichte die Daegu Bank auf ihrem YouTube-Kanal den zugehörigen Werbespot.
Unter dem Motto „ECCO SUMMER BITES“ präsentierte Mimi die Kollektion der Sommer-Sandalen von ECCO in der Juni-Ausgabe 2025 der Marie Claire KOREA.

### Karriere als YouTuberin
Seit dem 20. Mai 2019 hat Mimi ihren eigenen YouTube-Kanal Mim PD. Dort teilt Mimi Coversongs, Tanzcover, tägliche Vlogs und mehr. Seit dem 29. Juli 2024 veröffentlicht sie auch die Beiträge ihrer Gruppe MNZ.

## Diskografie

### Musikvideos
- 2021: Can’t Help Loving You
- 2024: Chi

## Filmografie
Fernsehserien
- 2020: Good Girl: Who Robbed the Broadcasting Station
- 2022: Knowing Bros: X-Man, The Second World, The Manager, Earth Arcade
- 2023: Earth Arcade Season 2, Heart Signal Season 4, Authorized Personnel Only, Calling Agency, Eine Nation der Banchan, Eine Nation des Kimchi, Running Man
- 2024: Jjajangmyeon Rhapsody, Truth or Setting: An Elegant Life, The Great Guide, Super Rich in Korea, Earth Arcade’s Vroom Vroom, Gian Isseo
- 2025: Sixth Sense: City Tour, Heart Pairing

## Auszeichnungen
- 2024: Korea First Brand Awards – Acting Idol Award, Female Idol Variety Star[54]
- 2025: Blue Dragon Series Awards – Rookie Female Entertainer Award[31]